# New Love (Allison Weiss)
New Love è il quarto album della cantautrice Allison Weiss, pubblicato il 2 ottobre 2015 con etichetta SideOneDummy Records. È il primo disco pubblicato dalla Weiss con questa casa discografica.

## Tracce
1. The Sound – 2:37
2. Who We Are – 3:34
3. Counting Down – 3:46
4. Golden Coast – 3:33
5. Back to Me – 3:56
6. Good Way – 3:40
7. Out of This Alive – 3:37
8. Over You – 2:45
9. Motorbike – 3:13
10. New Love – 3:13
11. The Same – 3:53

## Formazione
- Allison Weiss - voce, chitarra
- Forrest Kline - produzione, chitarra, basso, voce di fondo, tastiera, synth, programmazione
- Bradley Hale - produzione, voce di fondo, tastiera, synth, programmazione, percussioni, batteria
- Brett Bullion - Mixaggio
- Huntley Miller - Masterizzazione presso HM Mastering
- Peter Recine - chitarra
- Catie Laffoon - Fotografia
- Werewolf Girlfriend - Artwork